# 林田區
林田區是過去曾存在於日本神戶市的行政區，為神戶市在1931年設立行政區時，最初設立的八個行政區之一，已於1945年被廢除；過去的轄區包括現在的長田區大部分地區、兵庫區的南部和須磨區東南部的一小部分地區。

## 歷史
在19世紀末期時，林田區的範圍屬於八部郡林田村，1896年林田村被併入神戶市，1931年神戶市初次劃設區級行政區劃時即以過去林田村的範圍為主設立為林田區。
1945年神戶市重新劃分行政區劃時，直接將林田區廢除，原有轄區位於兵庫運河以東的區域被劃兵庫區，以西區域劃入新設立的長田區，另在原轄區最西端有一小部分地區劃入須磨區。